# Aspidostemon parvifolius
Aspidostemon parvifolius är en lagerväxtart som först beskrevs av Scott-elliot, och fick sitt nu gällande namn av Van der Werff. Aspidostemon parvifolius ingår i släktet Aspidostemon och familjen lagerväxter. Inga underarter finns listade i Catalogue of Life.